# Nereis iris
Nereis iris är en ringmaskart som beskrevs av William Stimpson 1854. Nereis iris ingår i släktet Nereis och familjen Nereididae. Inga underarter finns listade i Catalogue of Life.